# Ludovic Vitet
Pour les articles homonymes, voir Vitet.

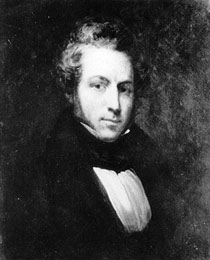
Portrait de Ludovic Vitet par Ary Scheffer.

Louis, dit Ludovic Vitet, né le 18 octobre 1802 à Paris et mort le 5 juin 1873 à Paris 7e, est un homme politique et écrivain français.

## Biographie
Issu d'une riche famille bourgeoise, petit-fils du conventionnel Louis Vitet, fils de Pierre-Jean Vitet et d'Amélie Arnaudtizon, Ludovic Vitet fit des études de droit et suivit des cours de philosophie. Il professa jusqu'en 1824, année où il quitta l'enseignement pour voyager en France et en Italie, s'intéressant à l'histoire, à l’architecture, l'archéologie et à la musique.
Il prit part à la rédaction du Globe, journal d'inspiration libérale fondé par Paul-François Dubois et auquel collaborèrent également Charles de Rémusat, Victor Cousin ou Étienne-Jean Delécluze. Il collabora également à la Revue française et à la Revue des Deux Mondes, dont il fut l'un des principaux rédacteurs, ainsi qu'au Journal des savants.
Voyant les romantiques comme l’équivalent en son temps des encyclopédistes ou des philosophes en attente de révolution, il décrivit, en avril 1825 le romantisme comme le protestantisme des lettres et des arts, une coalition menée par des intérêts différents dans un but commun : faire la guerre aux règles et aux  conventions. Il publia, entre 1827 et 1829, plusieurs scènes dramatiques (Les Barricades, Les États de Blois, La mort de Henri III), qui assurèrent sa notoriété et qui furent plus tard réunies en volume sous le titre La Ligue (1844).
L'un des principaux avocats du libéralisme, tant politique qu'économique, il fut l'ami de Germaine de Staël, d'Alessandro Manzoni et de Jean de Sismondi. Avec quelques amis, il fonda la société « Aide-toi, le ciel t'aidera » dans le but de soutenir les libéraux aux élections de 1827.
L'entreprise échoua, mais la révolution de 1830 vint lui ouvrir des perspectives nouvelles. Vitet sollicita sans succès une préfecture auprès du ministre de l'Intérieur, François Guizot. Toutefois, celui-ci créa pour lui le 25 novembre 1830 le poste d'inspecteur général des monuments historiques placé au ministère de l'Intérieur, mais qui préfigurait l'actuel ministère de la Culture. Le rapport remis par Vitet en 1831 à l'issue de sa première tournée dans le Nord de la France montre qu'il s'occupait non seulement des monuments mais aussi des musées, des bibliothèques, des archives et des écoles d'enseignement artistique. Ce rapport fut utilisé par Victor Hugo pour sa Guerre aux démolisseurs publiée en 1832. Vitet réalisa deux autres tournées, l'une vers la Bourgogne, le Lyonnais et le Puy en 1831, l'autre vers le Sud-Ouest en 1833, qui lui donna l'occasion de sauver le cloître de Moissac.
Le 10 avril 1834, Vitet fut nommé secrétaire général du ministère du Commerce et démissionna de ses fonctions d'inspecteur général qu'il céda à Prosper Mérimée avec qui il continua de suivre de près les questions concernant les monuments historiques. En 1837, il devint membre de la Commission des monuments historiques, qui venait d'être créée et qui attribuait des subventions pour la restauration des monuments. Il fut vice-président de cette Commission à partir de 1839. Il entra à l'Académie des inscriptions et belles-lettres, le 15 décembre 1839, et fut ensuite élu à l'Académie française, le 8 mai 1845, en remplacement d’Alexandre Soumet.
Ludovic Vitet s'était présenté sans succès à la députation le 21 juin 1834 dans le 6e collège de la Seine-Inférieure (Bolbec). L’élection ayant été annulée, il se représenta et fut élu le 13 septembre suivant. Il prononça des discours remarqués à la Chambre et défendit la politique du ministère.
En 1836, il fut nommé parallèlement secrétaire général du ministère des Finances et conseiller d'État (19 septembre 1836). Soumis de ce chef à réélection, il obtint la confirmation de son mandat de député le 15 octobre. Il fut successivement réélu le 4 novembre 1837, le 2 mars 1839, le 9 juillet 1842 et le 1er août 1846. À la Chambre, il vota pour la dotation du duc de Nemours, pour le recensement, pour l'indemnité Pritchard et fut rapporteur de la loi sur les patentes.

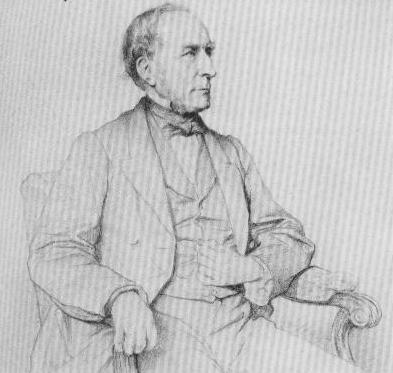
Ludovic Vitet par H. Lehmann (1864).

Après la révolution de 1848, Vitet resta fidèle à la famille d'Orléans. Il se présenta sans succès aux élections à l'Assemblée constituante dans le département de la Seine-Inférieure, mais il fut élu à l'Assemblée législative le 13 mai 1849, et en devint l'un des vice-présidents. Il prit place dans la majorité monarchiste et vota pour l'expédition de Rome, pour la loi Falloux sur l'enseignement, pour la loi du 31 mai 1850 restreignant le suffrage universel. Hostile à la politique du prince-président, il fut au nombre des députés qui se réunirent à la mairie de Paris 10e pour protester contre le coup d'État du 2 décembre 1851 : vice-président de la réunion, il fut arrêté et emprisonné pendant quelques jours.
Sous le Second Empire, il s'éloigna de la vie publique et ne s'occupa que d'art et de littérature. Il adhéra à la République après le 4 septembre 1870 et, pendant le siège de Paris, il publia dans la Revue des deux Mondes une série d'articles dans lesquels il préconisait la résistance.
Élu député de la Seine-Inférieure à l'Assemblée nationale le 8 février 1871, il fut, dès le début, l'un des vice-présidents de l'Assemblée et fit partie de la commission adjointe à Thiers pour négocier la paix. Il déposa, le 30 août 1871, une proposition de loi dans laquelle l'Assemblée se reconnaissait le pouvoir constituant, qui fut votée par 434 voix contre 225, et fut le rapporteur de la « loi Rivet » créant la Troisième République, à laquelle il s'opposa. En juin 1872, il fit partie de la délégation envoyée par la droite à Thiers pour lui imposer une politique conservatrice. Il vota pour la paix, pour l'abrogation des lois d'exil, pour la pétition des évêques, contre le service de trois ans, pour la démission de Thiers. Ce devait être son dernier vote car il mourut quinze jours plus tard.
Sous la Troisième République, il avait également retrouvé sa place de président de la Commission des monuments historiques et agit tant pour la révision de la liste des monuments historiques que pour la vérification des comptes des travaux.
Ludovic Vitet avait épousé Cécile Perier (1814-1858), la fille de Scipion Perier, dont il n'eut pas d'enfant ; mais il adopta sa nièce Hélène Casimir-Perier, dont il fit son héritière. Il avait une sœur Amélie, épouse d'Eugène Aubry-Vitet.

## Jugements
« Ce qui l'a distingué de bonne heure, ç'a été le talent de généraliser et de peindre les idées critiques ; il y met dans l'expression du feu, de la lumière et une verve d'élégante abondance. »

## Publications
- Les Barricades : scènes historiques, Mai 1588, Paris, Brière, 1826, 320 p. (lire en ligne).
- Les États de Blois : ou la Mort de MM. de Guise, scènes historiques, décembre 1588, par l'auteur des Barricades, Paris, Ponthieu, 1827, xcii-386, in-8° (lire en ligne sur Gallica).
- La Mort de Henri III, août 1589, Paris, H. Fournier jeune, 1829, 2e éd., 354 p. (lire en ligne).
- Rapport au ministre de l’Intérieur sur les monuments, les bibliothèques, etc. de l’Oise, de l’Aisne (republié dans Études sur l'histoire de l'art. Moyen Âge, Paris, 1868), Paris, Michel Lévy frères, 1831 (lire en ligne sur Gallica), p. 327-380.
- Histoire de Dieppe, Paris, Charles Gosselin, 1838, ii-467, 1 vol. : 2 plans ; 19 cm (lire en ligne sur Gallica).
- Eustache Lesueur, sa vie et ses œuvres, Paris, E. de Soye, 1843, 169 p., 1 vol. ; in-12 (lire sur Wikisource, lire en ligne sur Gallica).
- La Ligue : précédée des États d’Orléans : scènes historiques, t. 1, Paris, Michel Lévy frères, 1844, xi-550, 1 vol. ; in-18 (lire en ligne sur Gallica).
- Monographie de l'église de Notre-Dame de Noyon, 1845, republié dans le tome 2 des Études sur l'histoire de l'art.
- Fragments et Mélanges, 1846.
- Histoire financière du gouvernement de Juillet, 1848.
- Les États d'Orléans, 1849.
- Le Louvre (réédition Le Louvre et le nouveau Louvre, 1882), Paris, 1852 (lire en ligne sur Gallica).
- Études sur l'histoire de l'art, 1864, t. 1, Antiquité sur Gallica, tome 2, Moyen Âge sur Gallica, tome 3, Temps modernes : La peinture en Italie, en France et aux Pays-Bas sur Gallica, Temps modernes : arts divers, musique religieuse, musique dramatique sur Gallica.
- Discours prononcés aux funérailles du comte Duchâtel : à Paris, le 9 novembre 1867, à Mirambeau, le 4 décembre 1867, Paris, Impr. de J. Claye, 1868, 36 p., in-8° (lire en ligne sur Gallica).
- L’Académie royale de peinture et de sculpture : étude historique, Paris, 1861 (lire en ligne sur Gallica).
- Un mot sur l'archéologie orientale, Paris, impr. de J. Claye, 1868, 15 p., in-8° (lire en ligne sur Gallica).

## Distinctions
- Officier de la Légion d'honneur, le 30 avril 1843[l].